# Kundurosaurus
Kundurosaurus nagornyi
Genre
Espèce
Kundurosaurus est un genre éteint de dinosaures ornithischiens herbivores de la famille des hadrosauridés, ou « dinosaures à bec de canard », du Crétacé supérieur (probablement du Maastrichtien terminal) de la région du fleuve Amour, dans l'extrême-Orient russe. 
Ce genre contient une unique espèce, Kundurosaurus nagornyi.
Selon Paleobiology Database, en 2022, le genre est un synonyme de Kerberosaurus.

## Découverte

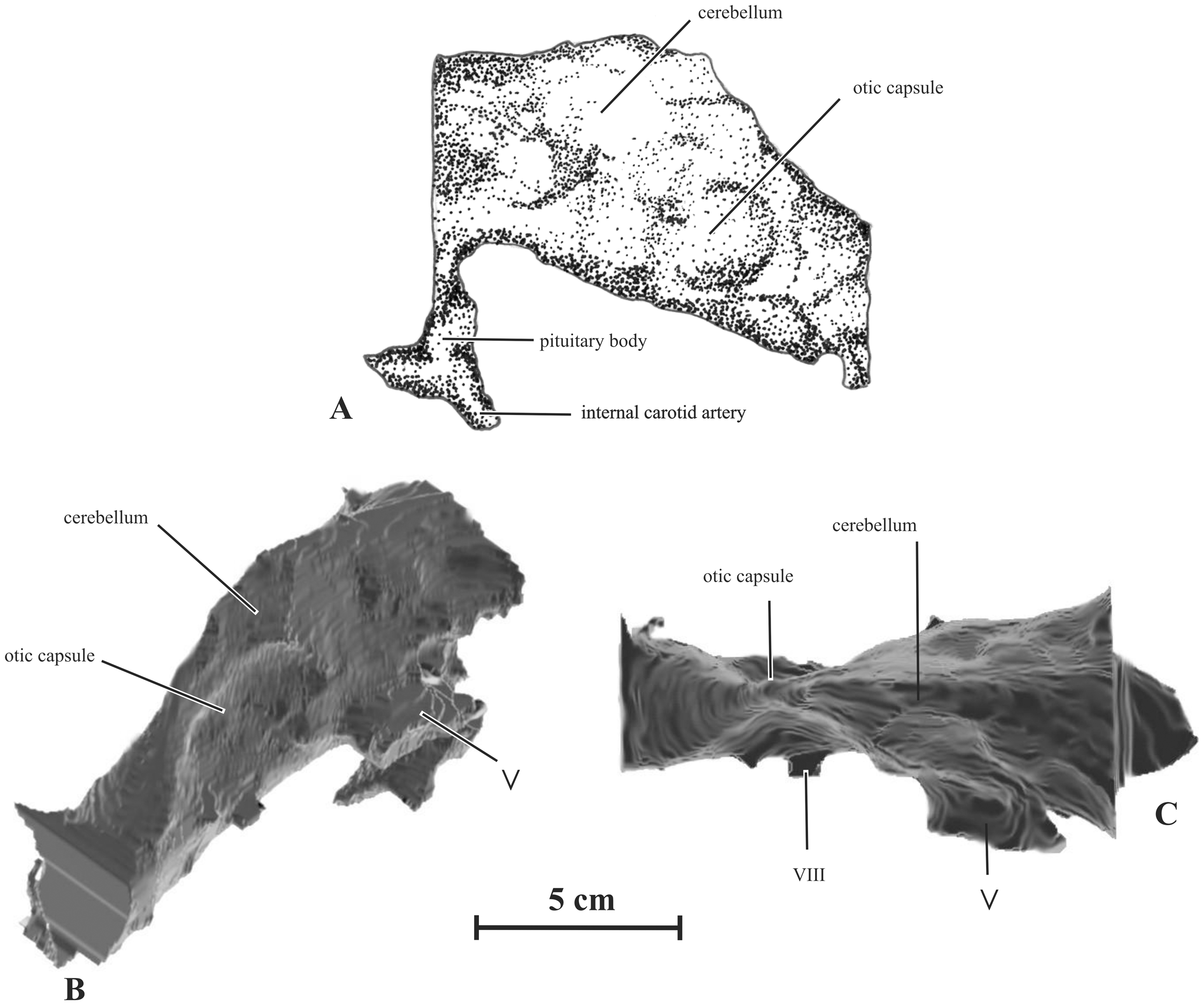
Reconstruction endocrânienne du spécimen AENM 2/121 sur la base d'un scanner.

L'holotype de Kundurosaurus, référencé AENM & 2/921, correspond à un crâne partiel, désarticulé, comprenant la boîte crânienne presque complète, deux os carrés, un os squamosal, un os postorbital, un frontal, un  pariétal. D'autres os provenant du même niveau mais appartenant à un autre spécimen ont été découverts : deux jugaux, des maxillaires, des os nasaux; un os postorbital; un os carré, deux boîtes crâniennes partielles, des dentaires, une omoplate, un sternum, des humérus, une ulna, un radius et une ceinture pelvienne presque complète avec des éléments de vertèbres sacrées associés. Tous les spécimens sont conservés au musée de l'histoire naturelle de l'Amour de l'Institut de géologie et de gestion de la nature en Russie.

## Description

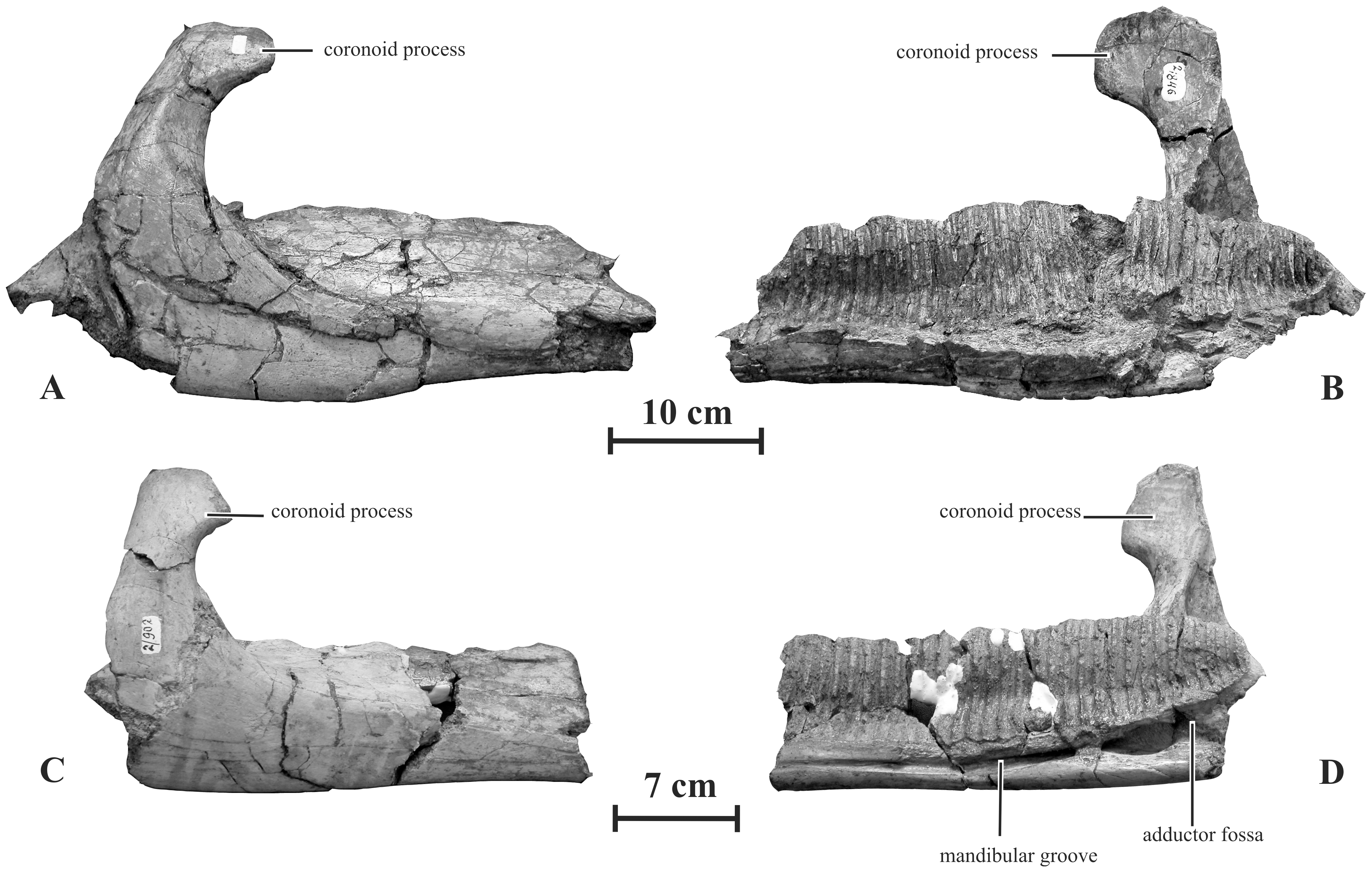
Os dentaires AENM 2/846 (A-B) et AENM 2/902 (C-D).

Les caractères dérivés uniques (autapomorphies) mises en avant par les inventeurs du genre comprennent en particulier une crête épaisse et proéminente sur le côté latéral de l'os nasal qui borde vers l'arrière la dépression circum-nasale, un processus pré-acétabulaire de l'ilium rectiligne et à peine dévié ventralement (angle de 160 °), enfin l'axe du processus post-acétabulaire de l'ilium est fortement tordu sur sa longueur, de sorte que sa face latérale devient progressivement dorso-latérale.

## Classification
Kundurosaurus comme son possible synonyme Kerberosaurus sont classés dans la tribu des Edmontosaurini,,.

### Validité du genre
Cependant en 2014, Xing et ses collègues considèrent Kundurosaurus nagornyi comme un synonyme junior de Kerberosaurus manakini en se basant à la fois sur la présence de leurs fossiles dans les mêmes sites et niveaux stratigraphiques, et par la similarité de leurs squelettes. Cette invalidation du genre Kundurosaurus au profit de Kerberosaurus est reprise en 2017 par Penélope Cruzado-Caballero et J. E. Powell qui placent ce dernier en amont de la tribu des Edmontosaurini. 

### Cladogramme
Au sein de la tribu des Edmontosaurini, il est accompagné des genres Kerberosaurus, Edmontosaurus et Shantungosaurus, selon A. Prieto-Márquez et ses collègues en 2016.
Le cladogramme suivant est celui établi par Prieto-Márquez et ses collègues en 2016. Il montre la position de Kundurosaurus au sein de la tribu des Edmontosaurini :
- - Telmatosaurus
  - 
    - 
      - Jintasaurus
      - Lophorhothon

    - 
      - Claosaurus
      - 
        - Tethyshadros
        - Hadrosauridae
          - Hadrosaurus
          - Saurolophidae
            - Lambeosaurinae
            - Saurolophinae
              - 
                - Acristavus
                - Maiasaura
                - Brachylophosaurus

              - 
                - 
                  - Naashoibitosaurus
                  - 
                    - Kritosaurus
                    - 
                      - Gryposaurus
                      - 
                        - « Big Bend UTEP 37.7 »
                        - 
                          - Willinakaqe
                          - Secernosaurus

                - 
                  - "Sabinosaure" PASAC-1
                  - 
                    - 
                      - Prosaurolophus
                      - 
                        - Augustynolophus
                        - Saurolophus

                    - 
                      - Kerberosaurus
                      - 
                        - Kundurosaurus
                        - 
                          - Shantungosaurus
                          - Edmontosaurus